# Timbres de France 1874
Cet article recense les timbres de France émis en 1874 par l'administration des Postes.
Il n'y a aucune émission de timbre en 1874. Cependant :
- Une adaptation du tarif des imprimés ;
- De nouveaux types sur des timbres émis antérieurement.

## Tarifs
Une légère évolution du tarif des imprimés est survenue le 1er janvier 1874 (L. 29.12.1873). Il y a maintenant 6 échelons (au lieu de 4) :
- 1 : 2c pour les imprimés d'un poids ≤ 5 grammes
- 2 : 3c au-delà de 5 et ≤ 10 grammes
- 3 : 4c au-delà de 10 et ≤ 15 grammes
- 4 : 5c au-delà de 15 et ≤ 40 grammes
- 5 : 10c au-delà de 40 et ≤ 80 grammes
- 6 : +3c au-delà de 80 grammes par tranche de 20 grammes.

## Mars
En mars 1874, un nouveau type du 25 centimes bleu au type Cérès de 1871 est émis. On le repère par des taches dans les pétales du coin supérieur droit. Cette variété, tirée à 535 000 000 exemplaires, est très courante.